# マルセイユの決着
『マルセイユの決着』（マルセイユのおとしまえ 原題：Le Deuxième Souffle）は、フランスの映画作品。リノ・ヴァンチュラ主演のジャン＝ピエール・メルヴィル監督作品『ギャング』のリメイク版である。日本公開当時にプレスシートなどにメルヴィルを尊敬する北野武のメルヴィル絶賛コメントが掲載された（ビートたけしの著書「おまえの不幸には訳がある！」のコメントを掲載）。

## キャスト
| 役名           | 俳優                         | 日本語吹替 |
| -------------- | ---------------------------- | ---------- |
| ギュ・マンダ   | ダニエル・オートゥイユ       | 菅生隆之   |
| マヌーシュ     | モニカ・ベルッチ             | 永木貴依子 |
| ブロ警視       | ミシェル・ブラン             | 岩崎ひろし |
| オルロフ       | ジャック・デュトロン         | 有本欽隆   |
| アルバン       | エリック・カントナ           | 山野井仁   |
| アントワーヌ   | ニコラ・デュヴォシェル       | 一ノ渡宏昭 |
| ヴァンチュール | ダニエル・デュヴァル         |            |
| ジョー・リッチ | ジルベール・メルキ           |            |
|                | ジャック・ボナフェ           |            |
|                | フィリップ・ナオン           |            |
| テオ           | ジャン＝ポール・ボネール     | 岡哲也     |
|                | フランシス・ルノー           |            |
|                | ジャン＝クロード・ドーファン |            |
| プーポン       | ステファン・ブレル           | 里卓哉     |

- その他の声の吹き替え：石住昭彦／高桑満／三上哲／東正実／鈴森勘司／徳本恭敏／鍋井まき子